# Edward Carrington

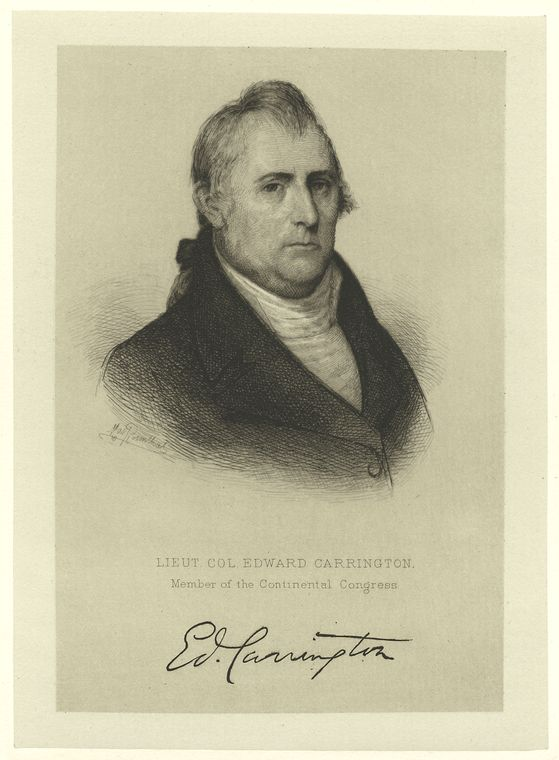

Edward Carrington, född 11 februari 1748 i Goochland County, Virginia, död 28 oktober 1810 i Richmond, Virginia, var en amerikansk politiker (federalist). Han var ledamot av kontinentalkongressen 1786–1788.
Carrington deltog i amerikanska revolutionskriget som överstelöjtnant i artilleriet. Han deltog i slaget vid Hobkirk's Hill och belägringen av Yorktown.
Efter att USA fick sin konstitution var han verksam som US Marshall och senare som borgmästare i Richmond. Carrington avled 1810 och gravsattes på St. John's Churchyard i Richmond.